# Karl-Joachim Dreyer
Karl-Joachim Dreyer (* 13. Juli 1942 in Hamburg) ist ein ehemaliger Hamburger Bankmanager. Er war von 2002 bis 2008 Präses der Handelskammer Hamburg.

## Ausbildung und Beruf
Dreyer ging im Stadtteil Eppendorf zu Schule, absolvierte nach seinem Abitur von 1963 bis 1965 zunächst eine Bankausbildung bei der Hamburger Commerzbank, bevor er von 1966 bis 1971 an der dortigen Universität Rechtswissenschaften studierte. Das anschließende Rechtsreferendariat schloss er 1975 am Hanseatischen Oberlandesgericht als Assessor ab und promovierte im selben Jahr zum Dr.iur über das Thema „Hamburg als Mitglied des Deutschen Bundes (1815 bis 1848)“.
Von 1975 bis 1979 arbeitete Dreyer als Syndikus bei der Hamburgischen Kaufmannsbank Nottebohm & Co, wechselte danach aber zur Hamburger Sparkasse und begann dort seine Laufbahn als Prokurist im Vorstandssekretariat, dessen Leitung er 1982 übernahm. 1985 wurde er Vorstandsmitglied und löste 1989 Peter Mählmann als Vorstandssprecher ab. Als solcher legte Dreyer im Jahr 2003 den Grundstein für eine neue Unternehmensstruktur der größten deutschen Sparkasse. Mit der Gründung einer Holding wurde der Bankbetrieb in eine Aktiengesellschaft ausgegliedert und Dreyer im Juni 2003 auch Sprecher dieser HASPA Finanzholding. Zudem wurden Minderheitsbeteiligungen an allen vier Freien Sparkassen in Schleswig-Holstein eingegangen. Ab 2005 forcierte er gemeinsam mit der Sparkasse in Bremen die Bündelung von Dienstleistungen für Sparkassen in der NRS Norddeutsche Retail-Service AG.
Nach seinem altersbedingten Ausscheiden aus dem Vorstand im Januar 2007, wurde Dreyer im Februar 2007 zunächst Präses des Verwaltungsrates der HASPA-Holding, um zwei Monate später auch den Aufsichtsratsvorsitz der Hamburger Sparkasse zu übernehmen. Dort wirkte Dreyer bis zum April 2015. Nachfolger wurde Günter Elste.

## Ehrenämter
1991 wurde Dreyer erstmals vom Plenum der Handelskammer ins Präsidium gewählt worden. Von 2002 bis 2008 war er Präses der Handelskammer Hamburg.
Seit Anfang 2009 gehört Dreyer dem Kuratorium der Zeit-Stiftung Ebelin und Gerd Bucerius in Hamburg an. Er ist Vorsitzender des Vorstandes der Peter-Mählmann-Stiftung.
Von 1998 bis 2012 war Dreyer Mitglied und zuletzt Vorsitzender im Aufsichtsrat der Bijou Brigitte modische Accessoires AG. Darüber hinaus war er bis 2008 auch Mitglied im Aufsichtsrat der Hamburg Port Authority.
Dreyer ist Träger des Bundesverdienstkreuzes Erster Klasse, das er 2008 erhielt.